# SBS funE
SBS funE(SBS 펀이)는 스튜디오 프리즘이 운영하는 대한민국의 케이블 및 위성 텔레비전 채널이다.

## 제공 시보
현대해상

## 개요
2005년 8월 16일 UTV로 개국하였다. 주로 SBS의 연예 및 오락 프로그램을 방송하였고, 2008년 9월 5일에 SBS 미디어넷이 컴캐스트와 제휴를 맺으면서 이듬해 2009년 1월 1일에 채널명을 E!로 변경하였다. 2011년 11월 1일에 채널명을 SBS E!로 변경하였다.
개국 초기에는 미국 E!의 프로그램과 SBS의 프로그램을 4대 1의 비율로 편성하였으나, 현재는 자체 제작 프로그램들과 SBS 제작 프로그램들로만 편성하고 있다.
2014년 1월 1일에 컴캐스트와의 제휴가 종료되면서 채널 이름을 SBS funE로 변경하여 오늘에 이르고 있다.

## 표어
SBS FunE의 역대 표어들은 다음과 같으며, 아래 내용들 대부분은 SBS E! 시절에 쓰던 슬로건으로 분류한다.
이전 슬로건
- 색다르게 놀자
- 색다른 시간
- 즐거움도 스타일이다
- 다 함께 Fun!(현재 슬로건)

현재 슬로건
- 재미를 봄

## 프로그램

### 자체 제작
- 케이스타 뉴스
- 오마이갓 X2
- TV 컬투쇼
- 현금택시 2
- 서인영의 스타뷰티쇼
- 스타 뷰티 로드
- 스쿨 어택 2018
- 하이힐을 신고 달리는 엄마
- 서바이벌 오디션 수퍼모델
- 스타레시피
- 셰프끼리
- 날씬한 도시락
- 강호대결 중화대반점

### SBS 제작
- 런닝맨
- TV 동물농장
- 정글의 법칙
- 언니는 살아있다
- 자기야 - 백년손님
- 불타는 청춘
- 웃찾사
- 미운 우리 새끼
- 백종원의 3대 천왕

### SBS 미디어넷 제작
- 더 쇼
- 여자만화 구두

### 이전 채널 E! 제작
- E! Special
- 파티 몬스터
- 와일드 온 타라
- 파라디이스 시티
- 선셋탠 시즌 1~2
- 데니스 리처드 - 인생은 복잡해
- 스눕독 - 좋은 아빠 되다
- 자유로운 파멜라
- 10 WAYS
- THS 수사일지
- 섹시스트
- DR. 90210
- 로한 패밀리
- 럭셔리 라이프
- 러브 라이드
- 곤 배드
- 트루 할리우드 스토리
- 켄드라
- 플레이보이 맨션 걸즈 1기 ~ 5기
- 퍼펙트 라이프
- 가스티노 걸스
- 스트리트 오브 할리우드
- 카디시안 시스터즈
- 비하인드 더 무비

### 자체 제작
- 요걸스 다이어리
- 매거진 S
- 스타 사관학교
- 초건방(초식남,건어물녀 길들이는 방법.)
- 2PM 쇼
- 자기야 특별판 - 결혼은 미친 짓이다
- 티아라의 꽃미남들

### 일본 드라마
- CA라고 불러
- 엔카의 여왕
- 단 하나의 사랑
- 워킹맨
- 캔디걸스